# Parafia Bożego Ciała w Słomnikach
Parafia Bożego Ciała – parafia rzymskokatolicka w Słomnikach. Należy do dekanatu słomnickiego diecezji kieleckiej. Założona w 1346. Mieści się przy ulicy Słowackiego. Duszpasterstwo w niej prowadzą księża diecezjalni.
Do parafii należy cmentarz parafialny przy ul. Poniatowskiego w Słomnikach